# Yuri Okubo
Yuri Okubo (* 27. Juli 2000) ist ein japanischer Snowboarder. Er startet in den Disziplinen Slopestyle und Big Air.

## Werdegang
Okubo hatte seinen ersten internationalen Erfolg bei den Juniorenweltmeisterschaften 2017 in Špindlerův Mlýn. Dort gewann er die Goldmedaille im Big Air und wurde zudem Fünfter im Slopestyle. Zu Beginn der Saison 2017/18 startete er in Cardrona erstmals im Weltcup und belegte dabei den 43. Platz im Slopestyle. Anfang Dezember 2017 erreichte er in Mönchengladbach mit Platz zwei im Big Air bei seinem insgesamt fünften Weltcup seine erste Podestplatzierung im Weltcup. Es folgten zwei weitere Top-Zehn-Platzierungen und zum Saisonende den achten Platz im Freestyle-Weltcup und den zweiten Rang im Big-Air-Weltcup. Bei den Olympischen Winterspielen 2018 in Pyeongchang belegte er den 18. Platz im Big Air und den 14. Rang im Slopestyle. Im folgenden Jahr errang sie bei den Weltmeisterschaften in Park City den 32. Platz im Slopestyle.